# Podgórzyce (Łódź)
Pour les articles homonymes, voir Podgórzyce.
Podgórzyce (prononciation [pɔdɡuˈʐɨt͡sɛ]) est un village de la gmina de Góra Świętej Małgorzaty, du powiat de Łęczyca, dans la voïvodie de Łódź, situé dans le centre de la Pologne.
Il se situe à environ 2 kilomètres au nord de Góra Świętej Małgorzaty (siège de la gmina), 9 kilomètres à l'est de Łęczyca (siège du powiat) et 34 kilomètres au nord de Łódź (capitale de la voïvodie).

## Administration
De 1975 à 1998, le village était attaché administrativement à l'ancienne voïvodie de Płock.

Depuis 1999, il fait partie de la nouvelle voïvodie de Łódź.